# Gorki Léninskiye

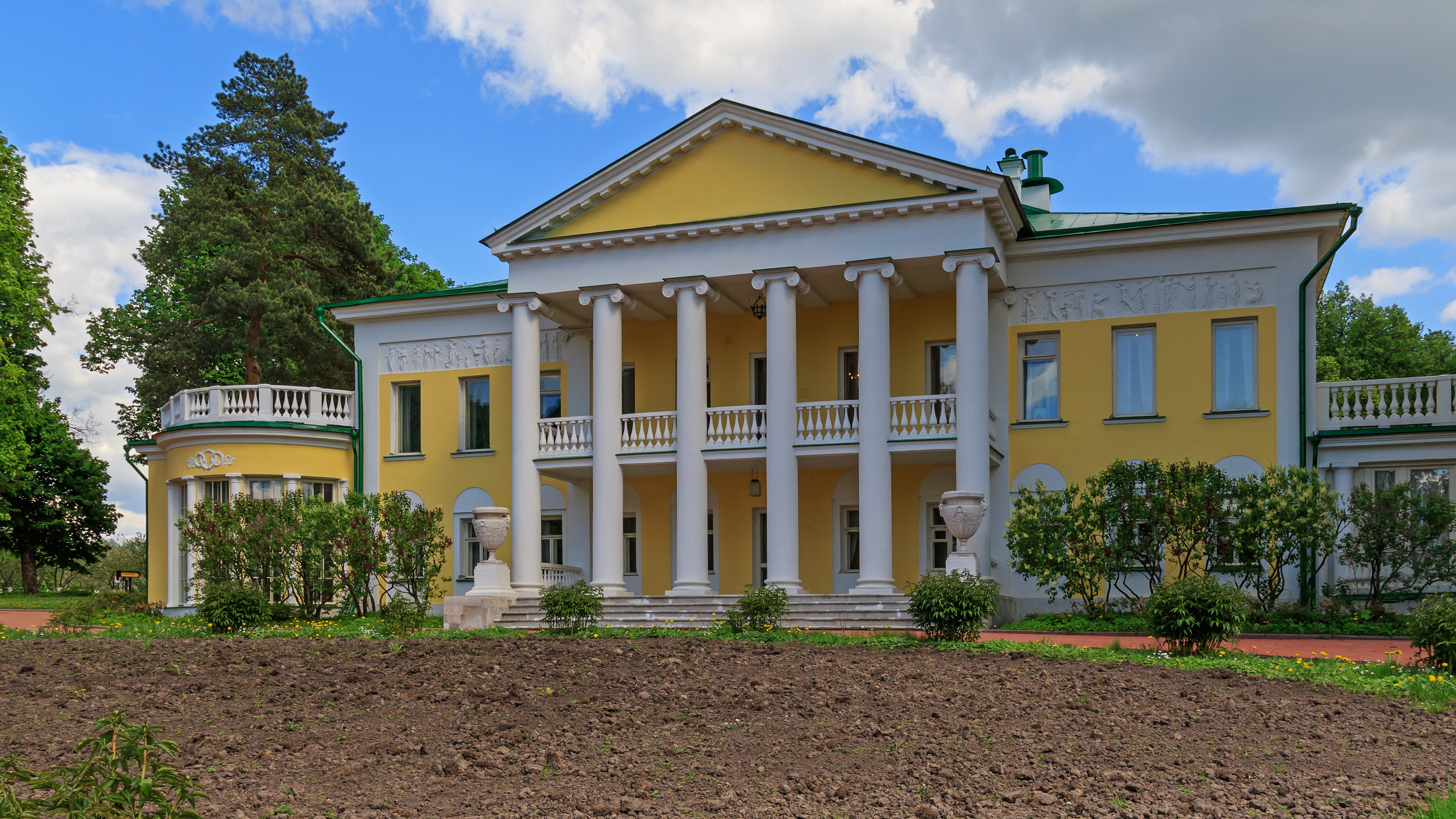
La mansión en la que murió Lenin.

Gorki Léninskiye (en ruso: Горки Ленинские) es un asentamiento de tipo urbano ubicado en el Distrito de Léninsky, a diez kilómetros al sur de Moscú, en los límites de la ciudad. La población en 2002 era de 1.729 habitantes, se ha hecho famosa al ser la ciudad en la que murió el fundador de la URSS, Vladímir Lenin. 
La finca Gorki perteneció a diversos nobles moscovitas del siglo XVIII, acabando en posesión del gobernador general de Moscú, Anatoli Reinbot, en 1905, durante la Revolución rusa de 1905. Después de su muerte la finca paso a manos de su viuda, Zinaída Morózova. Contrató al arquitecto ruso más de moda, Fiódor Schechtel, para que remodelara su mansión al estilo neoclásico y también completándola con un pórtico de seis columnas jónicas.
Después de que la capital del gobierno se trasladase a Moscú, la finca se nacionalizó y se convirtió en la dacha de Lenin. En septiembre de 1918 el líder soviético se estuvo recuperando allí después del intento de su asesinato. Empezó a pasar más tiempo allí en los siguientes años debido a que en los siguientes años el estado de salud de Lenin empeoró. El 15 de mayo de 1923 siguió los consejos de su médico y se mudó desde el Kremlin de Moscú a Gorki, donde se mantuvo hasta su muerte, el día 21 de enero de 1924.
Después de la muerte de Lenin, la finca anteriormente llamada Gorki, pasó a llamarse Gorki Léninskiye. La casa en la que murió Lenin se ha convertido en un museo, junto con muchas otras posesiones de Lenin. En 1987 se construyó un gran museo sobre la vida de Lenin. En el museo se encuentran artefactos como su último testamento, transcrito por Nadezhda Krúpskaya. También se encuentra su apartamento y su oficina del Kremlin construida como un edificio separado. En 1958 se construyó un monumento en su memoria llamado La Muerte del Líder.